# True Grit (1969)
True Grit is een Amerikaanse western uit 1969 van regisseur Henry Hathaway. De hoofdrollen worden vertolkt door Kim Darby, John Wayne en Glen Campbell. De film is gebaseerd op het gelijknamige boek van schrijver Charles Portis. John Wayne won een Academy Award voor zijn vertolking.

## Verhaal
Mattie Ross is een jongedame wier vader vermoord werd. Ze is uit op wraak en rekent daarbij op de hulp van Rooster Cogburn, een stoere Marshall. Met zijn ooglapje ziet hij er gevaarlijk uit en bovendien beschikt hij over een beruchte reputatie. Voor Mattie is hij de geschikte persoon om de moordenaar te vinden, maar Rooster zelf lijkt niet geïnteresseerd. Uiteindelijk kan ze hem toch overhalen om de moordenaar, ene Tom Chaney, te zoeken, waarna ze de hulp krijgen van La Boeuf. Die laatste is een Texas Ranger die dezelfde moordenaar zoekt in verband met een andere moordzaak.
De drie trekken door het Westen en ontdekken dat Chaney samenwerkt met de bekende crimineel Ned Pepper. Het drietal is de criminelen op het spoor, en wanneer Mattie op een dag wakker wordt, staat ze oog in oog met Chaney. Ze aarzelt amper en schiet de moordenaar van haar vader neer. Terwijl Rooster en La Boeuf haar tegemoet lopen, wordt ze door de bende van Pepper gegijzeld. Van zodra Rooster en La Boeuf beloven dat ze weggaan, wordt Mattie vrijgelaten.
La Boeuf verschuilt zich samen met Mattie en de gewonde Chaney, terwijl Rooster het alleen opneemt tegen Pepper en diens handlangers. Rooster kan iedereen behalve Pepper doden. Zelf zit Rooster klem onder zijn neergeschoten paard. Wanneer Pepper hem wil vermoorden, schiet La Boeuf hem vanop grote afstand dood. Maar ondertussen is Chaney wel ontsnapt.
Plots duikt Chaney verrassend op. La Boeuf krijgt een zware klap en valt op de grond. Mattie schiet Chaney in de arm, maar opnieuw overleeft hij het schot. Bovendien zorgt de terugslag van het wapen ervoor dat Mattie in een diepe kuil valt. De oude Rooster reageert vervolgens erg snel wanneer Chaney hem de genadeklap wil toedienen. Rooster schiet Chaney dood en helpt Mattie, die gebeten wordt door een ratelslang. Rooster en Mattie lijken vast te zitten, maar La Boeuf kan hen met de hulp van een paard uit de kuil bevrijden. Iets later sterft La Boeuf door de geleverde inspanningen. Rooster keert vervolgens samen met Mattie terug naar de stad.

## Rolverdeling
| Acteur        | Personage       |
| ------------- | --------------- |
| John Wayne    | Rooster Cogburn |
| Kim Darby     | Mattie Ross     |
| Glen Campbell | La Boeuf        |
| Robert Duvall | Ned Pepper      |
| Jeff Corey    | Tom Chaney      |
| Dennis Hopper | Moon            |

## Prijzen en nominaties

### Academy Awards
Gewonnen
- Best Actor in a Leading Role - John Wayne

Genomineerd
- Best Music, Original Song - Don Black, Elmer Bernstein

### Golden Globes
Gewonnen
- Best Motion Picture Actor - Drama - John Wayne

Genomineerd
- Best Original Song - Don Black, Elmer Bernstein
- Most Promising Newcomer - Male - Glen Campbell

### BAFTA
Genomineerd
- Most Promising Newcomer to Leading Film Roles - Kim Darby

## Trivia
- John Wayne won een Academy Award voor zijn vertolking.
- Naar verluidt hadden Dennis Hopper en John Wayne ruzie op de set. Wayne liep Hopper achterna met een geladen pistool. Hopper verstopte zich in de kleedkamer van Glen Campbell en wachtte tot Wayne gekalmeerd was. Ook Robert Duvall, die bekendstond als een method actor, had regelmatig ruzie met Wayne.
- Elvis Presley werd overwogen voor de rol die uiteindelijk naar Glen Campbell ging.
- Tuesday Weld en Mia Farrow weigerden allebei de rol van Mattie Ross.
- In 1975 kwam er een sequel uit met opnieuw John Wayne in de hoofdrol.
- Kim Darby was 22 jaar tijdens de opnames, terwijl haar personage zogezegd 14 jaar oud was.
- In 2010 filmden Joel en Ethan Coen een remake van de film. De rol van John Wayne ging in die versie naar Jeff Bridges.